# Мазепа Олександр Іванович
Олександр Іванович Мазепа (нар. 14 квітня 1947) — радянський, український кінооператор.

## Біографія
Народився в родині службовця. 
Закінчив Київський державний інститут театрального мистецтва ім. І. Карпенка-Карого (1975). 
Працює на студії «Укртелефільм».
Член Національної спілки кінематографістів України.

## Фільмографія
- «До міста прийшло лихо» (1966, асистент оператора)
- «Поштовий роман» (1969, асистент оператора у співавт.)
- «Ти плюс я — весна» (1974, муз. фільм)
- «Покликання» (1976)
- «Казка як казка…» (1977)
- «Образи» (1977, Диплом VIII Всесоюзного фестивалю телефільмів, Баку)
- «Відкриваючи світ» (1977)
- «Лючія ді Ламмермур» (1980. Диплом IX Всесоюзного фестивалю телефільмів, Єреван)
- «Солов'їний романс»
- «Нехай він виступить…» (1981)
- «Усмішки Нечипорівки» (1982)
- «Тополина земля» (1982)
- «Мелодії старого замку» (1982, Диплом X Всесоюзного фестивалю телефільмів, Алма-Ата)
- «Народний артист»
- «Вечори на хуторі поблизу Диканьки» (1983)
- «За ніччю день іде» (1984)
- «Випробувачі» (1987, реж. О. Бійма)
- «Провінційна історія» (1988, у співавт. О. Бузилевичем)
- «Легкі кроки» (1989)
- «Записки божевільного» (1990, відео)
- «Триптих» (1990, відео, у співавт.)
- «Вишневі ночі» (1992)
- «Іван та кобила» (1992)
- «Ніч запитань» (1993)
- «Дякую за те, що ти є… » (1996)
- «Judenkreis, або Вічне колесо» (1996) та ін.